# Кэнн, Сид
Сидни Томас Кэнн (англ. Sydney Thomas Cann, 30 октября 1911 года, Торки — 1 ноября 1996 года, Нью-Малден) — английский футболист и тренер. Выступал на позиции защитника.

## Карьера
После окончания школы в 1928 году начал играть в футбол за «Торки Юнайтед». Выступал за команду до 1930 года, проведя 44 игры в чемпионате.
В 1930 году перешёл в «Манчестер Сити». За горожан провёл 42 игры в чемпионате. В 1933 году играл в неудачном для Сити финале Кубка Англии.
С 1935 по 1939 год играл за «Чарльтон Атлетик», провёл 15 матчей в чемпионате. Во время выступлений за клуб учился на тренера.
Во время войны в качестве приглашённого игрока выступал за «Торки Юнайтед», «Олдершот» и «Бристоль Сити». Служил в Корпусе физической подготовки армии. В годы войны получил квалификацию массажиста в Бристольском колледже физиотерапии. После завершения войны работал физиотерапевтом в «Саутгемптоне». В 1946 году перешёл на должность ассистента главного тренера.
В 1949 году, после ухода Билла Доджина в «Фулхэм», занял пост главного тренера «Саутгемптона». Покинул клуб в декабре 1951 года.
В августе 1952 года возглавил «Уиком Уондерерс». В сезонах 1955/56 и 1956/57 привёл клуб к победе в Истмийской лиге. В 1957 году Уондерерс также дошли до финала Кубка Англии среди любителей, в котором уступили команде «Бишоп Окленд» со счётом 1:3.
С июля 1961 по март 1962 года работал в тренерском штабе «Норвич Сити».
В июле 1962 года возглавил выступавший в Афинской лиге «Саттон Юнайтед». В первом сезоне на посту главного тренера вывел клуб в финал Кубка Англии среди любителей, в котором «Юнайтед» проиграли «Уимблдону» со счётом 2:4. После двух успешных сезонов под руководством Кэнна, клуб перешёл из Афинской лиги в Истмийскую. В 1969 году команда вновь смогла дойти до финала любительского кубка Англии, в котором на «Уэмбли» проиграла клубу «Норт Шилдс». В 1973 году оставил пост главного тренера и завершил карьеру.